# Worms (serie)
Worms es una serie de videojuegos del género de estrategia militar por turnos. En estos juegos se enfrentan dos o más jugadores que controlan uno o varios personajes durante cierto tiempo, con el objetivo de eliminar los personajes de los adversarios. Entre sus predecesores se encuentran Scorched Earth y Gorillas, aunque parece inspirado en los Lemmings.
En este caso, los personajes son representados por gusanos ("Worms" significa "gusanos", en inglés) en una isla que flota en una gran masa de agua con un ambiente caricaturesco, contando con animación brillante y humorística de dibujos animados y un variado arsenal de armas ficticias.

## Nacimiento
El juego fue inventado por Andy Davidson, que vendió los derechos a la entonces desconocida compañía Team 17. El juego fue creado en un principio para el ordenador Commodore Amiga. Fue programado en Blitz BASIC.Forma parte de un género más amplio de juegos de artillería por turnos que involucran armas de proyectiles.

## Saga de videojuegos
La saga Worms consiste en varios juegos que pueden ser categorizados dependiendo de a la generación a la que pertenezcan y a su modalidad de juego. 
| 2D | Primera generación | - Worms (1995) - Worms Reinforcements o Worms Plus (1995) - Worms & Reinforcements United (1996) - Worms: The Director's Cut (1997) |
| 2D | Segunda generación | - Worms 2 (1997) - Worms Armageddon (1999) - Worms World Party (2001) • Remastered (2015) Spin-Offs: - Worms Pinball (1998) - Worms Blast (2002) - Worms Golf (2004)                                                                                      |
| 2D | Tercera Generación | - Worms: Open Warfare (2006) - Worms (2007) - Worms Open Warfare 2 (2007) - Worms: A Space Oddity (2008) - Worms 2: Armageddon (2009) - Worms: Reloaded (2010) - Worms: Battle Islands (2010) - Worms: Rumble (2020) Spin-Offs: - Worms Crazy Golf (2011) |
| 2D | Cuarta generación  | - Worms Revolution (2012) - Worms para Facebook (2012) (Cerrado: 2013) - Worms Clan Wars (2013) - Worms 3 (2013) - Worms Battlegrounds (2014) - Worms 4 (2015) - Worms W.M.D (2016)                                                                       |
| 3D | 3D                 | - Worms 3D (2003) - Worms Forts: Under Siege (2004) - Worms 4: Mayhem (2005) - Worms: Ultimate Mayhem (2011) Spin-Offs: - Worms Battle Rally (cancelado)                                                                                                  |

Estos videojuegos se han distribuido regularmente desde mediados de los años 1990, y están disponibles según la generación para las siguientes plataformas:
| Plataformas de primera generación | Plataformas de segunda generación | Plataformas de tercera generación | Plataformas de cuarta generación                                                              | Plataformas 3D                                                                                             |
| --- | --- | --- | --------------------------------------------------------------------------------------------- | --- |
| - Amiga - Amiga CD32 - Amiga 1200 - Apple Mac - Microsoft Windows - DOS - Mega Drive - Jaguar - PlayStation 1 - Saturn - SNES - Game Boy | - Microsoft Windows - Dreamcast - Game Boy Color - Game Boy Advance - Nintendo 64 - N-Gage (versión 1.0 and 2.0) - PlayStation 1 - Windows Mobile | - PlayStation Portable - PlayStation 3 - Nintendo DS - Nintendo Wii - Xbox 360 - iOS - Android OS - Microsoft Windows - Mac OS X - Linux | - iOS - Mac OS X - Microsoft Windows - PlayStation 3 - PlayStation Vita - Xbox 360 - Xbox One | - GameCube - Mac OS X - Microsoft Windows - Mobile Phone - PlayStation 2 - PlayStation 3 - Xbox - Xbox 360 |

En mayo de 2014, 60 millones de copias de los juegos de la franquicia Worms habían sido vendidos desde su lanzamiento en 1995. Para diciembre de 2015, el 25 aniversario de Team17, un total de 70 millones de copias de los juegos de la franquicia habían sido vendidos y descargados gratuitamente.

## Spin-offs
También se han publicado varios spin-offs de Worms, incluyendo Worms Pinball (1999), Onlineworms (2001), Worms Blast (2002), Worms Golf (2004) y Worms Crazy Golf (2011). Worms Breakout y Worms Breakout 2, fangames basados en el popular juego de arcade Breakout, han sido puestos a disposición para su descarga a través del sitio web oficial de Worms Armageddon. 

## Jugabilidad
Cada jugador controla un equipo de varios gusanos. Durante el transcurso del juego, los jugadores se turnan para seleccionar uno de sus gusanos, luego usan las herramientas y armas disponibles para atacar y matar los gusanos de los oponentes, ganando así el juego. Los gusanos pueden moverse por el terreno en una variedad de formas, normalmente caminando y saltando, pero también usando herramientas particulares como la cuerda ninja, el teletransportador o el jet pack, para moverse a áreas de otra manera inaccesibles. Cada turno es limitado en el tiempo para asegurar que los jugadores no mantengan el juego con un pensamiento excesivo o moviéndose. El límite de tiempo puede ser modificado en algunos juegos de la serie Worms.
En total son 60 armas y herramientas que pueden estar disponibles cada vez que se juega un juego (40 en versiones 3D), y diferentes selecciones de armas y herramientas se pueden guardar en un "esquema" para la selección fácil en los juegos futuros. Las armas más comunes son el Bazooka, que es afectada por el viento, las granadas que tienen un temporizador al ser lanzada, la UZI, la escopeta y los ataques de Karate. Otros ajustes del esquema permiten opciones tales como el despliegue de cajas de refuerzo, de las cuales se pueden obtener armas adicionales, y la muerte súbita donde el juego se apresura a una conclusión después de que expire un límite de tiempo. Algunos ajustes proporcionan la inclusión de objetos tales como minas terrestres y barriles explosivos.
Cuando se utilizan la mayoría de las armas, causan explosiones que deforman el terreno, creando cavidades circulares. Los tipos de terrenos jugables incluyen "isla" (terreno flotando sobre un cuerpo de agua), o "cueva" (cueva con agua en la parte inferior y el terreno en la parte superior e inferior de la pantalla que ciertas armas como ataque aéreo no pueden. Este tipo no está disponible en versiones 3-D debido a restricciones de cámara). Si un gusano es golpeado con un arma, la cantidad de daño infligido al gusano será eliminado de la cantidad inicial de salud del gusano. El daño infligido al gusano atacado o gusanos después del turno de cualquier jugador se muestra cuando todo el movimiento en el campo de batalla ha cesado.
Los gusanos mueren cuando se produce una de las siguientes situaciones:
- Cuando un gusano cae en el agua (ya sea por caerse de la isla, a través de un agujero en el fondo de la misma, o por la línea de flotación se eleva por encima del gusano durante la muerte súbita).
- Cuando la salud de un gusano se reduce a cero.

El generador aleatorio del mapa proporciona una fuente ilimitada de terrenos coloridos de varios temas. Los mapas de isla abierta, como éste, permiten a los jugadores usar ataques aéreos. Mapas de Caverna tienen un techo casi indestructible que no se puede pasar fácilmente.

### Armas y herramientas
Las armas disponibles en el juego van desde una granada cronometrada estándar y misiles homing a ovejas explotando y la altamente destructiva bomba de plátano (posible referencia a las armas en el juego de gorilas), ambos de los cuales han aparecido en cada juego de Worms hasta el momento. Más recientemente, la serie Worms ha visto armas como la icónica Granada de mano santa, el inestimable jarrón Ming y el Scouser inflable.
Algunas de las armas extrañas en un juego en particular se basan en temas de actualidad en el momento del lanzamiento del juego. La huelga de correo, por ejemplo, que consiste en un buzón volador que deja caer sobres explosivos, es una referencia a las huelgas postales de la época, mientras que la vaca loca se refiere a la epidemia de EEB británica de los años noventa. La prueba nuclear francesa, introducida en Worms 2, fue incluso actualizada a la prueba nuclear india en Worms Armageddon para guardar con los tiempos.
Otras armas son menos eficientes y se utilizan de forma más humorística. La bomba MB, por ejemplo, que flota desde el cielo y explota en el impacto, es una caricatura de dibujos animados de Martyn Brown, director del estudio de Team17. Otras armas de este tipo incluyen el Burro de concreto, una de las armas más poderosas del juego, que se basa en un adorno de jardín en el jardín de Andy Davidson y un ataque aéreo conocido en el juego como Mike's Carpet Bomb fue inspirado en una tienda cerca de la sede de Team17 llamada "Mike's Carpets".
Desde Worms Armageddon, las armas que tenían la intención de ayudar como utilidades en lugar de los distribuidores de daños fueron clasificadas como herramientas. Esta clasificación difiere principalmente en el hecho de que no caen en cajas de armas ordinarias, y en su lugar aparecen en cajas de herramientas. Muchas herramientas se dejaron en la clase equivocada por el bien de las conveniencias de teclado-atajo. Esto se resolvió en Worms 3D.
Algunas armas fueron inspiradas de populares películas y programas de televisión, incluyendo la Granada de mano santa (Monty Python and the Holy Grail) y cuerda ninja (llamado Bat Rope en demos tempranas del juego original).

## Audio
Una de las características definitorias de la serie Worms es su estética ambiental de sonido "ligero". Aunque los primeros juegos de Worms utilizaron sonidos de campo más oscuros y auténticos para su música ambiental, todos los juegos incluyeron un gran número de frases agudas gritadas por los gusanos durante el curso de la batalla, como "¡Te atraparé!", "¡Venganza!", "Estúpido!" y "Bombas de distancia!".
Worms & Reinforcements United y sus secuelas dieron a los jugadores la posibilidad de elegir entre una variedad de conjuntos de voces para cada pelotón de gusanos. Muchos estaban basados en acentos regionales, como "The Raj" y "Angry Scots", mientras que otros, como "Drill Sergeant", usaban estereotipos. Los jugadores pueden incluso grabar sus propios conjuntos de voz y utilizarlos en su lugar.
La música ambiental y temática de Worms 2, Worms Armageddon, Worms World Party y, en parte, Worms 3D, fue proporcionada por Bjørn Lynne.

## Historia
El juego fue creado originalmente por Andy Davidson como un artículo para una competición de programación de Blitz BASIC dirigida por la revista Amiga Format, una versión reducida del lenguaje de programación que se ha cubierto anteriormente. El juego en esta etapa fue llamado Total Wormage (posiblemente en referencia al arcade Total Carnage) y no ganó la competencia. Davidson envió el juego a varios editores sin éxito. Él entonces tomó el juego a la feria europea de la computadora, donde Team17 tenía un soporte. Team17 hizo una oferta sobre el terreno para desarrollar y publicar el juego. El primer juego de Worms contó con tonos más oscuros que los juegos Worms, con efectos más realistas para las armas en lugar de efectos de dibujos animados y el sonido ambiental de un campo de batalla.
Posteriormente se convirtió en un juego comercial completo, renombrado Worms, disponible inicialmente sólo para el ordenador Commodore Amiga. Como el juego era extremadamente popular, fue lanzado regularmente para otras plataformas incluyendo las computadoras basadas en Windows y Macintosh, Atari Jaguar, Mega Drive, Dreamcast, Nintendo 64, Game Boy, Game Boy Color y Game Boy Advance, GameCube, Nokia N-Gage, SNES, PlayStation y PlayStation 2, Sega Saturn, Pocket PC y Xbox.
Durante el desarrollo de Worms 2, Andy Davidson saco a la venta Worms: The Director's Cut, una edición especial producida exclusivamente para Amiga. Esto era, a sus ojos, el pináculo de la serie.

## Nuevo motor
El motor fue completamente rediseñado con DirectX para Worms 2 de Microsoft , dejando caer los tonos más oscuros de la primera generación y adoptando un aspecto más caricaturesco a lo largo del camino, posible gracias a la nueva tecnología. Worms 2 marcó el primer paso verdadero en la manía generalizada del Gusano y caracterizó la dirección que tomaría la serie a partir de entonces. La segunda versión de Worms es con mucho la más personalizable de los juegos de Worms , con un extenso conjunto de ajustes detallados y cambios. Worms 2 también introdujo el juego del Internet, que se ha convertido en un elemento básico de la serie. Worms 2 vio el regreso y las mejoras del arsenal de su predecesor (por ejemplo, la Bomba Banana -> Bomba Super Banana), así como la adición de nuevas armas y herramientas. La interfaz del juego está muy anticuada por los estándares de hoy, se asemeja más a una aplicación genérica de Windows que las pantallas de colores en versiones posteriores.
Worms Armageddon fue diseñado inicialmente para ser lanzado como un paquete de expansión para Worms 2, pero fue lanzado como un juego independiente cuando superó todas las expectativas. Worms Armageddon incluyó 33 misiones en profundidad en una extensa y elaborada campaña, junto con misiones de entrenamiento, una característica de "deathmatch", algunos nuevos gráficos y sonidos, y algunas nuevas armas y utilidades. Gran parte de la personalización de Worms 2 fue eliminada, ya que Team17 pensaba que la interfaz se volvería desordenada y abrumadora.
Worms Armageddon también incluyó un servicio de juego de Internet mucho más organizado y funcional, conocido como "WormNET", que requería registro y proporcionaba ligas y filas. Los problemas con la trampa condujeron a la eliminación de las ligas, pero su reintroducción está prevista en una serie de actualizaciones que han proporcionado el juego con más personalización. Otros cambios más sutiles al juego incluyen la nueva física a la cuerda del ninja, y la eliminación de una interferencia del juego que permitió a los jugadores infligir daño enorme a otro gusano, apuntando el mortero (un arma común con la munición alta) verticalmente Encima de otro jugador. La cáscara del mortero entonces volvería a la tierra y crearía una explosión pequeña pero increíblemente de gran alcance. En Worms Armageddon, la cáscara de mortero caería ligeramente a ambos lados del gusano objetivo si se intentara el mismo fallo. Además, las cajas atrapadas fueron removidas porque el Equipo 17 las consideró "injustas".
Un protector de pantalla oficial Worms Armageddon fue incluido con una liberación que agrupa el título con Addiction Pinball. La compilación, The Armageddon Collection, está ahora agotada.
Worms World Party fue originalmente diseñado para la consola de Dreamcast para hacer uso de sus capacidades en línea, pero también fue lanzado para PlayStation y PC con nuevas misiones, un editor de la misión, y un poco de personalización adicional. Esto también fue lanzado más adelante en 2005 para la cubierta del juego de N-Gage. Una nueva característica, el WormPot, fue agregada en todas las versiones del juego excepto para el lanzamiento de Dreamcast, donde fue omitido. Sin nuevas armas, gráficos o sonidos.
La extensa personalización de la serie 2D, junto con el buen apoyo en línea jugar, ha llevado a la popularidad duradera. Una variedad de "esquemas" inusuales han sido desarrollados por la comunidad de WormNET que se juegan a menudo en vez de los esquemas oficiales creados por Team17. Algunos esquemas tienen "reglas" acordadas por los jugadores pero no impuestas por el propio juego.

## Serie 3D
En 2003, Worms 3D fue lanzado para PlayStation 2, Nintendo GameCube, Macintosh, Windows y Xbox. Este fue el primer juego de la serie para llevar a los personajes a un entorno tridimensional. Cuenta con un motor 'poxel', descrito como un híbrido de polígonos y vóxels (los análogos 3D de píxeles). Esto permite una deformación del terreno pseudo-realista de estilo similar a los juegos 2D, en la que el terreno estaba representado por un mapa de bits . Worms 4 Mayhem introdujo mapas más grandes con un mapa de altura en lugar de píxeles para el suelo, en un esfuerzo por eliminar el exceso de ahogamiento de gusanos en Worms 3D .
El segundo juego en 3D de la serie fue Worms Forts: Under Siege, para PlayStation 2, Xbox y PC. Fue lanzado en noviembre de 2004 y presenta la mayor desviación del juego tradicional que la serie ha visto hasta ahora. Los gusanos de los jugadores son capaces de construir fuertes, y el objetivo del juego ha cambiado de simplemente matar a los gusanos enemigos, ya que los jugadores pueden ahora ganar un juego destruyendo la fortaleza del oponente. Debido al cambio de estrategia, este juego se podría ver más como un spin-off, aunque algunos aspectos como los trajes personalizables fueron llevados a Worms 4: Mayhem.
Worms 4: Mayhem fue lanzado en 2005. Fue una renovación del motor original Worms 3D, con una deformación del terreno más suave y gráficos mejorados, resultando en una sensación más pulida más cerca de los juegos de segunda generación de Worms. El juego es prácticamente el mismo que en Worms 3D, pero se han introducido nuevos modos de juego y armas y se ha mejorado y simplificado la interfaz de usuario. Las nuevas características incluyen la capacidad de seleccionar trajes personalizados para equipos y la capacidad de crear armas personalizadas.
Worms Ultimate Mayhem fue lanzado en 2011. Fue una renovación del motor original Worms 3D y Worms 4: Mayhem, y fue lanzado en Microsoft Windows, Xbox Live Arcade y PlayStation Network.

## Nueva era 2D
Worms: Open Warfare , para PlayStation Portable y Nintendo DS, está específicamente diseñado para los sistemas portátiles y fue lanzado en marzo de 2006. El juego se considera un remake del primer juego de Worms, con gráficos mejorados pero sin nuevas armas. El juego ha recibido críticas mixtas.
Worms: Open Warfare 2 para PSP y DS es la secuela de Worms: Open Warfare. Fue lanzado el 31 de agosto de 2007 en Europa, y fue lanzado en los EE. UU. más adelante el 6 de septiembre de 2007.
Worms fue desarrollado por Team17 para su lanzamiento en Xbox Live Arcade. Worms fue lanzado el 7 de marzo de 2007. Fue lanzado en PSN el 26 de marzo de 2009 en los EE. UU. y abril de 2009 en el Reino Unido.
Worms: A Space Oddity fue desarrollado por Team17 exclusivamente para el sistema Wii de Nintendo, usando una versión fuertemente modificada del motor Worms: Open Warfare 2. El juego fue lanzado en marzo de 2008, con un tema de ciencia ficción.
Worms 2: Armageddon fue desarrollado por Team17 para Xbox Live Arcade y PlayStation Network. El juego está muy inspirado en el éxito de Worms Armageddon, e intenta imitar la física del juego y varios otros aspectos, como la variedad de armas disponibles. Varias nuevas armas también están disponibles, como una bomba de gas que llena túneles subterráneos con gas venenoso.
Worms: Reloaded fue desarrollado y publicado por Team17 para PC. Fue lanzado el 26 de agosto de 2010. Es una versión de puerto extendida del juego Worms 2: Armageddon que fue lanzado para la Xbox 360 y PlayStation 3, por lo que ha vuelto al formato 2D original, a diferencia de los últimos tres juegos de PC.
Worms: Battle Islands fue desarrollado por Team17 y publicado por THQ y fue lanzado en la Wii y PlayStation Portable.
Worms Revolution fue lanzado en 2012. Fue lanzado en Windows, Xbox Live Arcade y PlayStation Network. Fue hecho como un juego 2.5D, permitiendo a jugadores jugar en un mundo 3D visto desde una perspectiva 2D.
Worms Clan Wars fue lanzado en 2013 como una exclusiva para PC.
Worms Battlegrounds fue lanzado en 2014 para PlayStation 4 y Xbox One.
Worms W.M.D fue lanzado en 2016 para Linux, MacOS, PlayStation 4, Windows y Xbox One. Posteriormente fue lanzado para Nintendo Switch.

## Juegos cancelados
En 2003, la compañía canceló Worms Battle Rally, un juego de karting que permitió a los oponentes fragging.

## Aspecto de los gusanos
Los juegos de la serie Worms tenían un aspecto casi realista de los gusanos en la portada, aunque en el juego, es difícil señalar los detalles debido a las limitaciones de la resolución de la pantalla. La apariencia cambió para Worms 2, que trajo un aspecto más de dibujos animados a los gusanos en la portada. Los juegos Worms posteriores conservan esta apariencia con pocos cambios. Worms Forts: Under Siege fue el primer juego de la serie con trajes de equipo. 

## Premios[22]
- "Most original game" - EMAP Awards
- "Best game" - BBC's Live & Kicking
- "Most original game" - ECTS Awards
- "Best game" - Micromania Awards
- "Best strategy title" - PSX Developers
- "Strategy game of the year" - EGM
- "Best strategy game" - Trophee d'or
- "Multiplayer game of the year" - GMBH